# 1665 en santé et médecine
| Années de la santé et de la médecine : 1662 - 1663 - 1664 - 1665 - 1666 - 1667 - 1668    |
| Décennies de la santé et de la médecine : 1630 - 1640 - 1650 - 1660 - 1670 - 1680 - 1690 |

Cet article présente les faits marquants de l'année 1665 en santé et médecine.

## Événements
- 12 avril : première victime officielle de l'épidémie de peste qui fait au moins 70 000 morts à Londres et dure jusqu'en 1666[1].

## Naissances
- 12 février : Rudolf Camerarius (mort en 1721), médecin et botaniste allemand[2].
- 1er mai : John Woodward (mort en 1728), médecin, naturaliste et géologue britannique.
- 12 mai : Albertus Seba (mort en 1736), pharmacien et zoologiste néerlandais.
- Antonio Pacchioni (mort en 1726), médecin anatomiste italien.
- Vers 1665 : James Petiver (mort en 1718), pharmacien anglais.

## Décès
- 14 juillet : Abel Brunier (né en 1572), médecin et botaniste français, auteur du Hortus regius blesensis en 1653.

Date non précisée
- George Starkey (né en 1628), médecin et alchimiste anglais.